# ぼくのかぞく。
『ぼくのかぞく。』は、TOKYO MX1と、BS日テレで、2023年4月から同年6月まで放送されているムービックのブランド・『He/Meets（ヒミツ）』のテレビドラマシリーズ第2作。全13回。

## あらすじ
- 第1話「Ｈｅ/Ｍｅｅｔｓ（ヒミツ）」[2]

- 第2話「いつもとは違う朝」[3]
  - ゲストキャスト：上遠野太洸

- 第3話「ソコに居る意味」[4]

- 第4話「強いのか、弱いのか」[5]
  - ゲストキャスト：中野晴太

- 第5話「王子と俺とおかんの手紙」[6]
  - ゲストキャスト：鳴海寿莉亜（夢みるアドレセンス）、前田美香、中野晴太、齋藤 潤

- 第6話「王子と王女と僕と」[7]
  - ゲストキャスト：鳴海寿莉亜（夢みるアドレセンス）、中野晴太、齋藤 潤、静 莉子

- 第7話「母からの荷物」[8]
  - ゲストキャスト：鳴海寿莉亜（夢みるアドレセンス）／前田美香／中野晴太／齋藤 潤／静 莉子／染矢凌佑／白岩由菜／小菅怜衣／寺木慧佑／高山 凌／花崎那奈

- 第8話「王子が居ない。」[9]
  - ゲストキャスト：鳴海寿莉亜（夢みるアドレセンス）／上遠野太洸／あだちあさみ／中川えりか／白岩由菜／小菅怜衣／寺木慧佑／高山 凌／花崎那奈

- 第9話「別れる事は始まると言うこと。」[10]
  - ゲストキャスト：鳴海寿莉亜（夢みるアドレセンス）、おだともあき

- 第10話「本当のことは自分が一番知らない。」[11]
  - ゲストキャスト：鳴海寿莉亜（夢みるアドレセンス）、前田美香、川村海乃、瀬戸啓太、うちだなな

- 第11話「人の温もりは、体温だけじゃない。」[12]
  - ゲストキャスト：川村海乃

- 第12話[13]

## 登場人物
若月 翔太郎（24歳）（わかつき しょうたろう）
演 - 笹翼
王子（おうじ）
演 - TAKA（CUBERS）
執事（しつじ）
演 - 唐橋充

## スタッフ
- 監督・脚本：萩原成哉
- 企画・プロデュース：平井勝也（ムービック）
- 制作プロデュ―サー：岩倉金太郎
- 制作協力：PLANET KIDS ENTERTAINMENT
- 製作・著作：ムービック

## 主題歌・挿入歌

### 主題歌
- 「シナリオ」[14]
- 作詞・作曲：おだともあき
- 編曲：池田ひかる
- 歌唱：おだともあき

### 挿入歌
- 「おとぎばなし」[15]
- 作詞・作曲：おだともあき
- 編曲：池田拓真
- 歌唱：おだともあき

## 関連作品
- 『連続ドラマ 救出劇[16]』 - ムービックのブランドのテレビドラマシリーズ第1作。
- 『LastQ.』 - ムービックのブランドのテレビドラマシリーズ第3作。